# Cordylomera basilewskyi
Cordylomera basilewskyi là một loài bọ cánh cứng trong họ Cerambycidae.